# License to Wed
License to Wed, is een romantische komedie uit 2007 onder regie van Ken Kwapis, bekend van The Sisterhood of the Traveling Pants.
De film heeft verscheidene banden met De Amerikaanse versie van The Office. Vier leden van Office spelen in de film en regisseur Kwapis regisseerde ook negen afleveringen van de televisieserie.

## Verhaal
Sadie Jones wilde altijd al met de perfecte man trouwen in de kerk van haar familie. Ze ziet de ware in Ben Murphy, maar krijgt toch stress als ze ontdekt dat er nog maar één opening is om te trouwen in de komende twee jaar tijd. Ze doen hun best om het plaatsje te bemachtigen, maar krijgen problemen als de eerwaardige eist dat ze eerst een cursus nemen voordat ze mogen trouwen. Terwijl hun bruiloftsdatum nadert, moet het stel vreemde taken doen en belachelijk veel huiswerk maken.

## Rolverdeling
- Robin Williams - Frank
- Mandy Moore - Sadie Jones
- John Krasinski - Ben Murphy
- Eric Christian Olsen - Carlisle
- Christine Taylor - Lindsey Jones
- Josh Flitter - Koorjongen
- DeRay Davis - Joel
- Peter Strauss - Mr. Jones
- Roxanne Hart - Mrs Jones
- Grace Zabriskie - Grootmoeder Jones
- Mindy Kaling - Shelley
- Angela Kinsey - Judith
- Rachael Harris - Janine
- Brian Baumgartner - Jim
- Wanda Sykes - Dokter